# Nick Aitken
Nick Aitken (* 1. Januar 1990 in Leongatha) ist ein australischer Straßenradrennfahrer.
Nick Aitken gewann 2008 in der Juniorenklasse eine Etappe bei der Tour de l’Abitibi und wurde Zweiter der Gesamtwertung. Seit 2010 fährt Aitken für das Team Jayco-AIS. In seinem ersten Jahr dort wurde er Sechster bei der ZLM Tour und er gewann eine Etappe bei der Tour of Bright. In der Saison 2011 gewann Aitken bei der Ozeanienmeisterschaft die Silbermedaille im Einzelzeitfahren der U23-Klasse.

## Erfolge
2011
- Ozeanienmeisterschaft – Einzelzeitfahren (U23)
- Mannschaftszeitfahren Internationale Thüringen Rundfahrt (U23)

2012
- Ozeanienmeisterschaft – Straßenrennen (U23)

## Teams
- 2010 Team Jayco-Skins
- 2011 Team Jayco-AIS
- 2012 Team Jayco-AIS